# 刘彬 (1912年5月)
刘彬（1912年5月—1966年8月），原名郑家献，又名郑克权，男，湖南长沙人，中华人民共和国政治人物。

## 生平
早年就读于长沙大麓中学、湖南大学教育系。供职于浙江杭州虎林中学、醴陵乡村师范教务主任。随姐刘英奔赴延安，任刘少奇秘书，随刘少奇巡视中原、华中。1941年，任盐阜淮海区党委书记。抗日战争后，任新四军第三师第十旅政委，随部队开赴东北，历任吉江省委副书记、中共西满分局民运部副部长、中共哈尔滨市委常委兼民运部部长。1951年6月，任中央重工业部钢铁工业管理局局长、中华人民共和国冶金工业部副部长、第二机械工业部副部长。文化大革命期间含冤去世。